# Prefetti della provincia di Teramo
Elenco dei prefetti della provincia di Teramo.

## Regno d'Italia
- Alfonso De Caro (1861 - 22 giugno 1862)
- Nicola Attanasio (22 giugno 1862 - 24 giugno 1863)
- Giovanni Gemelli (24 giugno 1863 - 15 agosto 1863)
- Emilio Cler (15 agosto 1863 - 17 settembre 1864)
- Benedetto Maramotti (17 settembre 1864 - 10 dicembre 1866)
- G.Battista Gerbino (10 dicembre 1866 - 8 novembre 1868)
- Giacomo Ferrari (8 novembre 1868 - 21 dicembre 1871)
- Camillo Amour (21 dicembre 1871 - 18 ottobre 1873)
- Luigi Maccaferri (27 novembre 1873 - 19 aprile 1876)
- Angelo Lipari (4 marzo 1877 - 30 luglio 1882)
- Leonardo Gotti (25 agosto 1882 - 24 agosto 1890)
- Diego Giorgetti (24 agosto 1890 - 29 giugno 1892)
- Giuseppe Minoretti (29 giugno 1892 - 23 luglio 1893)
- Costantino Fannelli (23 luglio 1893 - 16 gennaio 1896)
- Gennaro Minervini (16 gennaio 1896 - 20 febbraio 1896)
- Ferdinando Perrino (20 febbraio 1896 - 3 marzo 1896)
- C. Battista Carosio (3 marzo 1896 - 15 marzo 1896)
- Francesco Frumeno (2 aprile 1896 - 4 ottobre 1897)
- Ulisse Maccaferri (4 ottobre 1897 - 18 aprile 1901)
- Vincenzo Flauti (18 aprile 1901 - 23 febbraio 1902)
- Carlo Givaroni (23 febbraio 1902 - 26 novembre 1903)
- Ernesto Bessone (26 novembre 1903 - 8 luglio 1904)
- Faustino Aphel (8 luglio 1904 - 29 dicembre 1904)
- Vittorio Salice (29 dicembre 1904 - 5 marzo 1905)
- Giovanni Buraggi (7 agosto 1905 - 19 aprile 1907)
- Luigi Molinari (19 aprile 1907 - 31 agosto 1907)
- Federico Spairani (31 agosto 1907 - 1º settembre 1911)
- Saverio Bonomo (1º settembre 1911 - 16 agosto 1914)
- Idelfonso Lazzero (16 agosto 1914 - 1º febbraio 1918)
- Raffaele Rocco (1º febbraio 1918 - 25 agosto 1919)
- Giuseppe Ferrari (25 agosto 1919 - 1º febbraio 1921)
- Ernesto Giobbe (1º febbraio 1921 - 1º luglio 1922)
- Osvaldo Nobile (1º luglio 1922 - 21 novembre 1922)
- Stefano De Ruggiero (21 novembre 1922 - 25 maggio 1925)
- Francesco Benigni (25 maggio 1925 - 26 maggio 1925)
- Umberto Albini (26 maggio 1925 - 20 maggio 1926)
- Angelo Umberto Pacces (20 maggio 1926 - 16 settembre 1927)
- Giuseppe Palumbo (16 settembre 1927 - 16 novembre 1928)
- Ferdinando Natoli (16 novembre 1928 - 20 aprile 1930)
- Carlo Mitzel (20 aprile 1930 - 1º agosto 1932)
- Alberto Marano (1º agosto 1932 - 19 luglio 1937)
- Francesco Bianchi (20 luglio 1937 - 3 aprile 1939)
- Andrea Tincani (3 aprile 1939 - 15 giugno 1943)
- Elmo Bracali (16 giugno 1943 - 25 ottobre 1943) [2]
- Vincenzo Ippoliti (25 ottobre 1943 - 9 giugno 1944)
- Giovanni Lorenzini (16 giugno 1944 - 1º giugno 1945)
- Giuseppe Zacchi (dal 1º giugno 1945)

## Repubblica italiana
- Giuseppe Zacchi (fino al 1º marzo 1947)
- Pio Gloria (1º marzo 1947 - 10 agosto 1947)
- Luigi Giannitrapani (10 agosto 1947 - 10 maggio 1951)
- Giulio Cesare Rizza (10 maggio 1951 - 11 ottobre 1951)
- Antonino Longo (11 ottobre 1951 - 10 marzo 1953)
- Francesco Mauro (10 marzo 1953 - 6 ottobre 1953)
- Guido Di Napoli (6 ottobre 1953 - 23 ottobre 1955)
- Italo Antonucci (23 ottobre 1955 - 3 aprile 1956)
- Giuseppe Di Pancrazio (3 aprile 1956 - 12 ottobre 1961)
- Antero Temperini (12 ottobre 1961 - 31 maggio 1963)
- Antonio Di Milia (22 luglio 1963 - 9 settembre 1964)
- Pasquale Prestipino (10 settembre 1964 - 14 luglio 1974)
- Luigi Pappalardo (15 luglio 1974 - 30 novembre 1979)
- Guido Ianiri (3 gennaio 1980 - 6 aprile 1986)
- Egidio Cellie (7 aprile 1986 - 1º ottobre 1989)
- Michelangelo Di Bello (2 ottobre 1989 - 9 luglio 1995)
- Luciano Mauriello (10 luglio 1995 - 14 maggio 1997)
- Giacomo Mendolia (15 maggio 1997 - 1º agosto 1999)
- Eugenio La Rosa (2 novembre 1999 - 29 gennaio 2005)
- Francesco Camerino (1º febbraio 2005 - 31 ottobre 2009)
- Eugenio Soldà (30 dicembre 2009 - 4 marzo 2012)
- Valter Crudo (2 aprile 2012 - 22 maggio 2016)
- Graziella Palma Maria Patrizi (23 maggio 2016 - 30 aprile 2020)
- Angelo de Prisco (25 maggio 2020 - 26 gennaio 2022)
- Massimo Zanni (27 gennaio 2022 - 28 gennaio 2023)
- Fabrizio Stelo (dal 6 marzo 2023)